# Toshiya Takagi
Toshiya Takagi (高木 利弥 Takagi Toshiya?), född 25 november 1992 i Kanagawa prefektur, är en japansk fotbollsspelare.
Takagi började sin karriär 2015 i Montedio Yamagata. Han spelade 89 ligamatcher för klubben. Efter Montedio Yamagata spelade han för JEF United Chiba, Kashiwa Reysol och Matsumoto Yamaga FC.